# Bruststück mit Federmechanismus
Das Bruststück mit Federmechanismus ist das Bestandteil einer besonderen Rüstung beim Gestech. 

## Beschreibung

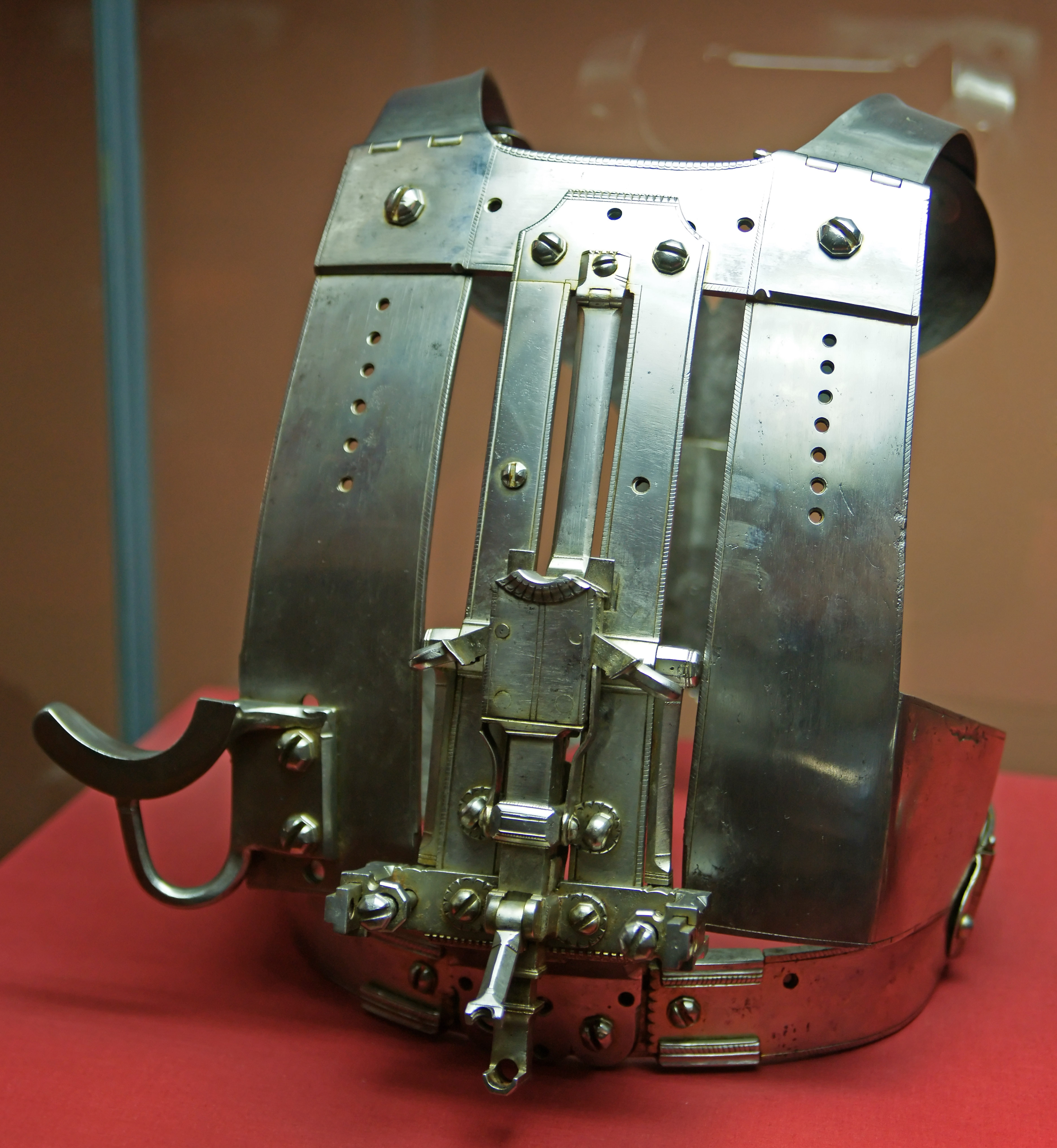
Bruststück mit Federmechanismus für das „Geschiftrennen“

Das Bruststück mit Federmechanismus besteht aus Stahl und Messing. Dieses Bruststück oder andere ähnlicher Art waren Bestandteil der Rüstung beim sogenannten „Geschiftrennen“. Es gibt zwei solcher Geschiftrennen, die leicht unterschiedlich betrieben wurden:
- Geschifttartschenrennen

Ziel des Geschifttartschenrennens war es, eine auf der Brust des gegnerischen Reiters angebrachte, besondere Tartsche zu treffen. Diese Tartsche bestand aus mehreren keilförmigen Metallstücken (Schiftkeile), die zusammengesteckt diese Tartsche bildeten. Sie sind auf dem mechanischen Bruststück befestigt und liegen so zwischen Bruststück und einer starken, runden Metallscheibe, die mittels eines Stahldornes mit dem mechanischen Bruststück verbunden ist. Der durch das Einspannen der Schiftkeile entstehende Druck spannt den Mechanismus und hält die Schiftkeile in ihrer Position. Wurde bei dem Rennen nun die Tartsche mit der gegnerischen Lanze getroffen, wurde der Mechanismus ausgelöst, die einzelnen Schiftkeile gelöst und zusammen mit der Scheibe hoch in die Luft über den Träger geworfen. Der Mechanismus löste zwei Hebelarme, die am Ende mit kleinen Rädern versehen sind, aus. Die Arme schleuderten die Tartsche nach oben, wodurch drei kleinere Hebel die gespannten Schiftkeile aus ihrer Lage lösten und diese auseinanderstießen.  
- Geschiftscheibenrennen

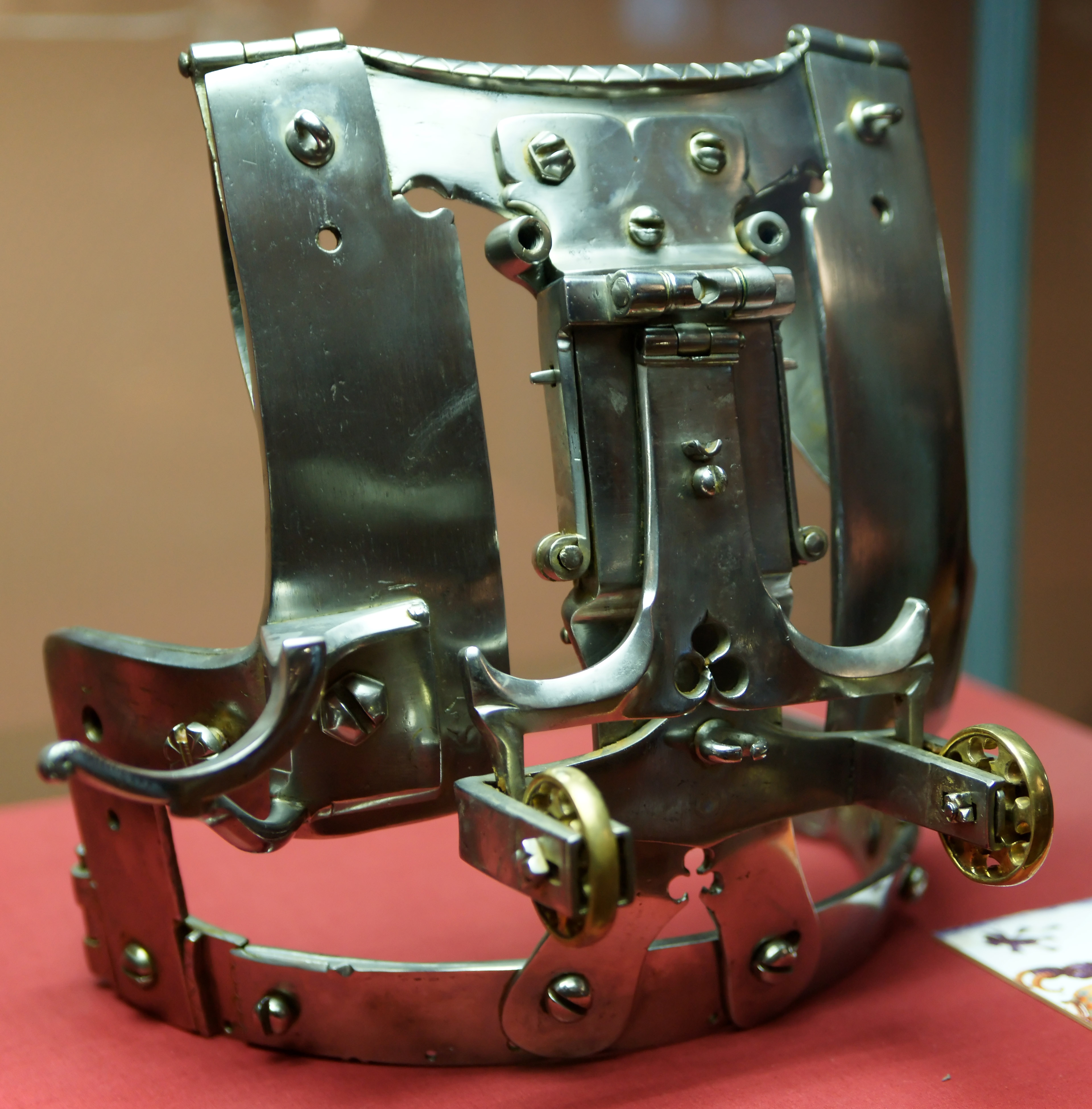
Mechanisches Bruststück für das „Bundrennen“

Im Geschiftscheibenenrennen wurde ein ähnlicher Effekt ausgeführt wie in dem vorstehend beschriebenen „Geschifttartschenrennen“. Einzig der Mechanismus des Bruststückes war einfacher ausgeführt. Über dem Rennharnisch wurde die mechanische Brust befestigt und darüber eine große Scheibe aus Eisenblech angebracht, die die gesamte Brust bedeckte. Der Mechanismus wurde ebenfalls über Geschiftkeile gespannt. Im Unterschied zu der unten genannten Methode blieb diese Scheibe an der Brust hängen und nur die Keile wurden durch den Treffer und die darauffolgende mechanische Wirkung des Bruststücks in die Luft geschleudert, wo sich die einzelnen Geschiftkeile in alle Richtungen trennten. Bisher ist nur ein einziger Mechanismus unvollständig erhalten geblieben, bei dem die Wurfarme nicht mehr erhalten sind. Dieses mechanische Bruststück befindet sich in den Sammlungen des Wiener Kunsthistorischen Museums (Foto Infobox).
- Bundrennen

Das Bundrennen gehörte zu den gefährlichsten Arten der Rennen. Bei dieser Turnierart wurde die mechanische Brust über einer sogenannten „Bundrennbrust“ befestigt. Bei einem genauen Stoß mit der Lanze auf die Tartsche wurde diese im ganzen vom mechanischen Bruststück gelöst und in die Luft geworfen. Da hierbei die Turnierteilnehmer keinen Bart auf dem Brustpanzer trugen, konnten Trefferfehler schwere Folgen haben, wenn diese den Hals trafen, oder die Tartsche verfehlten.
Bei den drei Turnierarten, die unter das „Geschiftrennen“ und „Bundrennen“ fallen, war es das vornehmliche Ziel, die Tartsche zu treffen und den genannten Mechanismus auszulösen sowie die Wirkung des Treffers zu sehen. Im Zeugbuch Kaiser Maximilian I. ist Folgendes erhalten: „sollen tartschen haben, das die trümmer in die hoch springen“. Ein Ziel war es aber ebenfalls, den Gegner aus dem Sattel zu heben („Abrennen“), wenn er nach einem zu starken Treffer sich nicht mehr im Sattel halten konnte („besitzen konnte“).